# Karl Friedrich Reiche
Karl Friedrich Reiche ou Carlos Federico Reiche (Dresde, 31 de outubro de 1860 – Munique, 26 de fevereiro de 1929) foi um botânico alemão.